# Distoleon diversus
Distoleon diversus är en insektsart som först beskrevs av Navás 1912.  Distoleon diversus ingår i släktet Distoleon och familjen myrlejonsländor. Inga underarter finns listade i Catalogue of Life.